# Hönow
Hönow ['høːnoː] är en förort till Berlin som sedan oktober 2003 ingår som en del av kommunen Hoppegarten, i Landkreis Märkisch-Oderland i den tyska delstaten Brandenburg.  Kommundelen Hönow har runt 8 300 invånare (2006).

## Geografi
Hönow ligger vid gränsen mot Berlin vid på platån Barnim. Orten gränsar i väster mot Hellersdorf, i söder mot Marzahn-Hellersdorf och i sydost mot Neuenhagen.

### Ortsdelar

#### Hönow-Dorf
Ortsdelen Hönow-Dorf är centrerad kring huvudgatan, som under DDR-tiden kallades "Straße der Freundschaft" (vänskapens gata). Denna ortsdel har delvis bevarat sin lantliga känsla. Här ligger också Hönows äldsta byggnad, en under medeltiden upprättad bykyrka.

## Tunnelbana
Tunnelbanestationen Hönow är Berlins tunnelbanas östligaste station från 1989 och stationen trafikeras av linje U5.

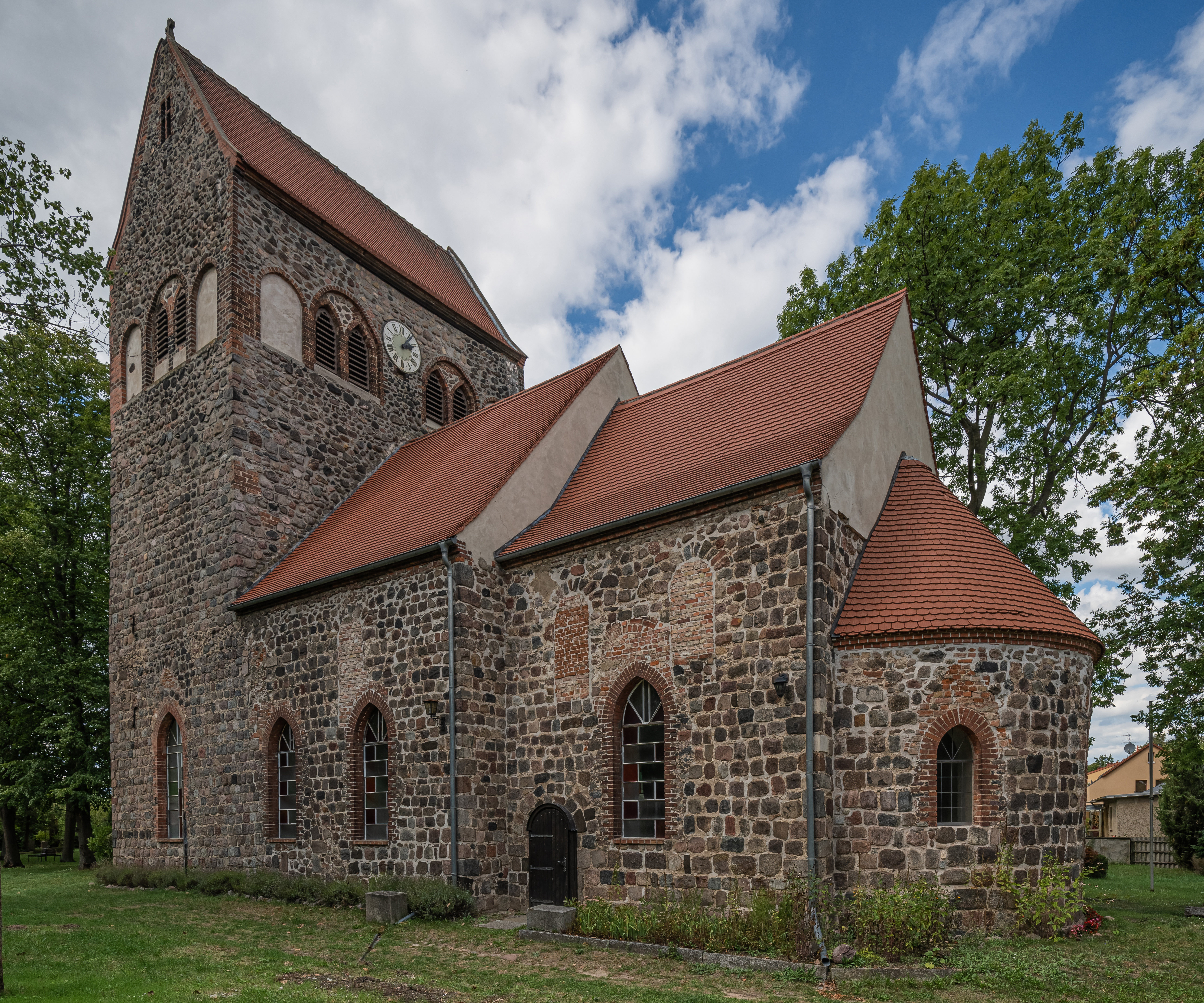
Hönows bykyrka
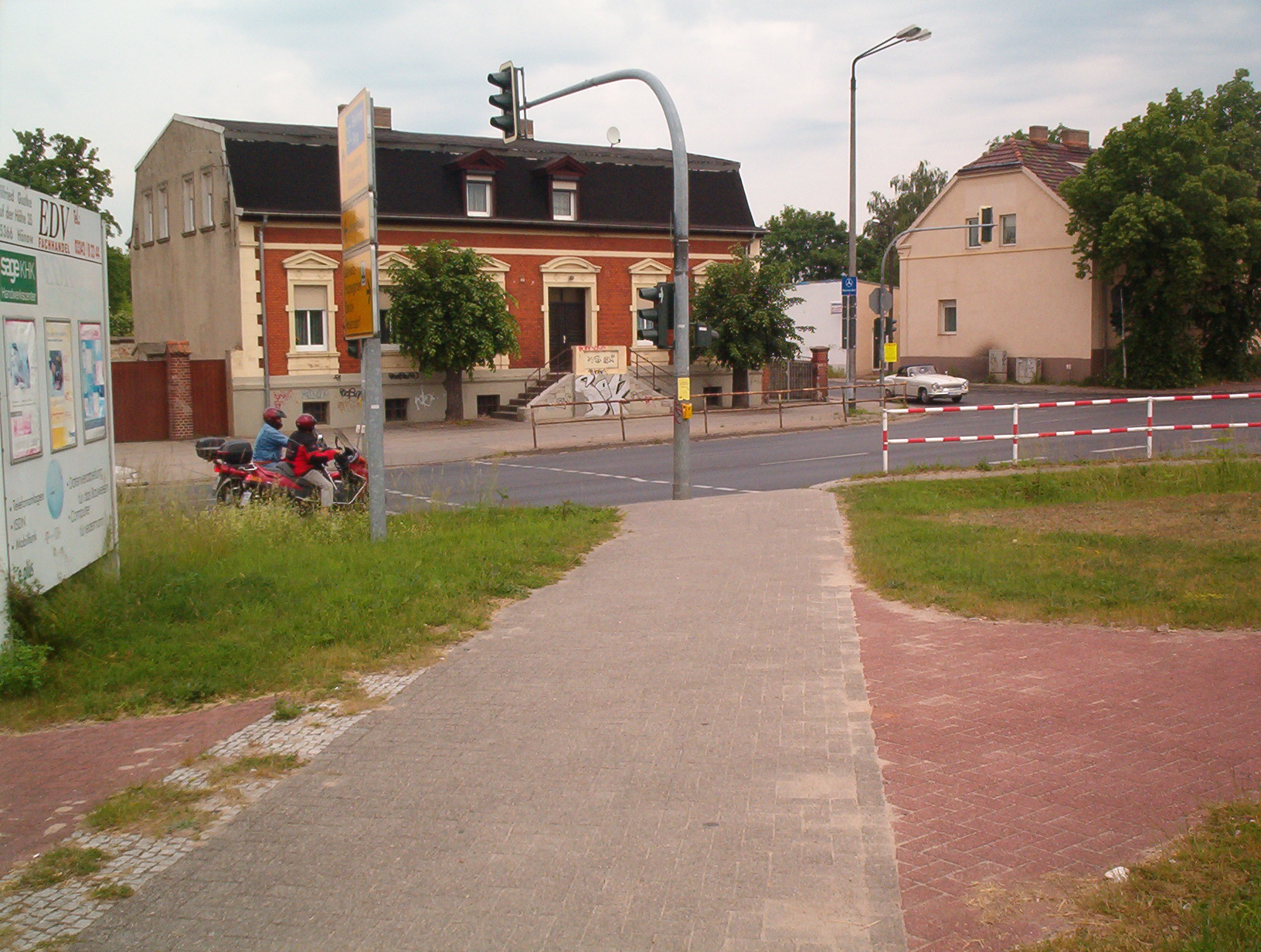
Landsberger Allee i Hönow-Dorf
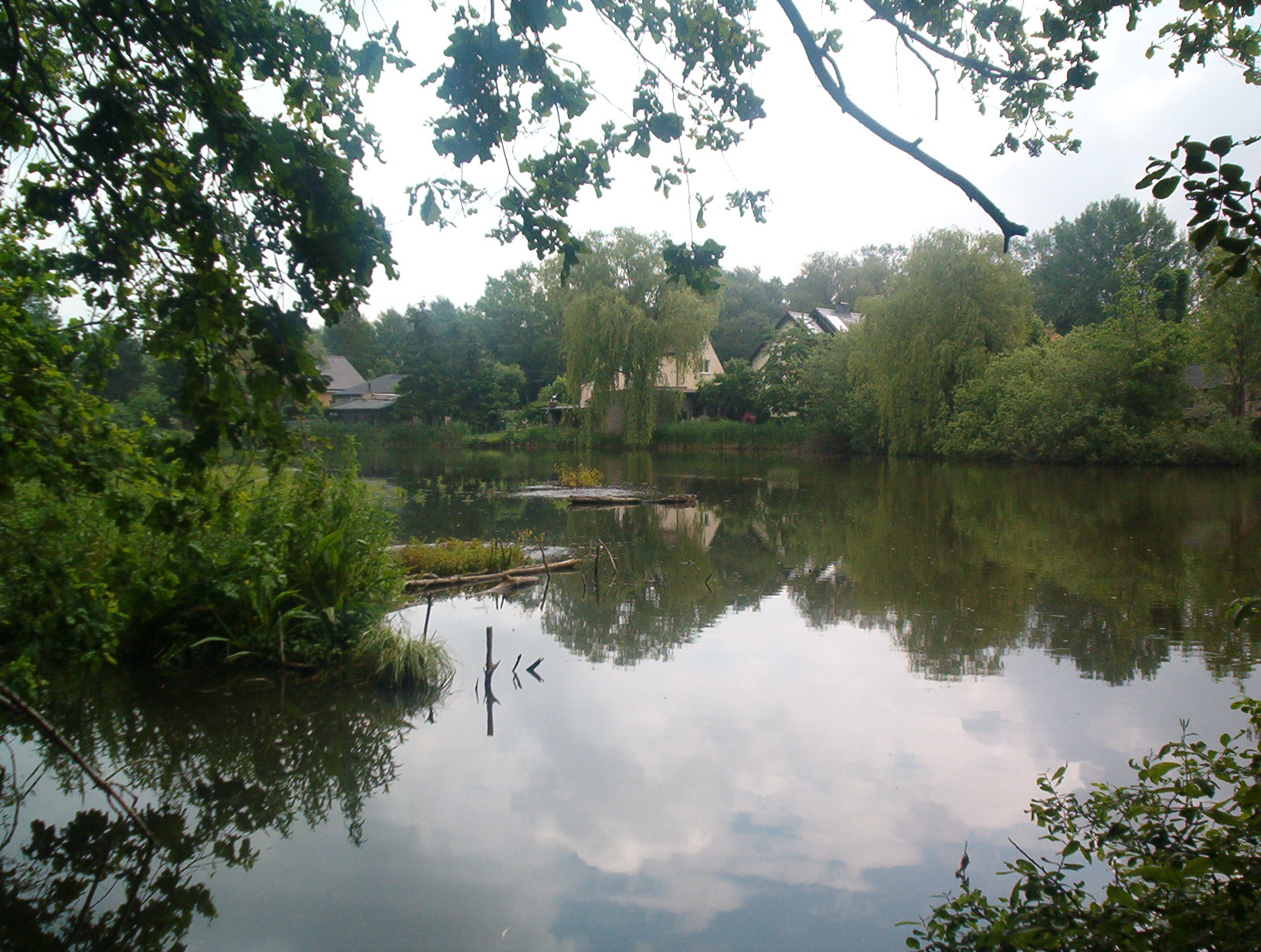
Retsee i Hönow-Nord

1. ↑  hämtat från: engelskspråkiga Wikipedia.[källa från Wikidata]